# カラフル Eyes
「カラフル Eyes」（カラフル アイズ）は、Sexy Zoneの10作目のシングルである。ポニーキャニオンから2015年12月16日に発売された。

## 概要
今作は6枚目シングル「King & Queen & Joker」以来の5人での歌唱シングルとなった。
Sexy Zone Shop盤は10枚目のシングル発売を記念した数量限定生産のLPサイズであるが、本体はCDおよびDVDである。
初回限定盤3種には、佐藤勝利（A）、中島健人（B）、菊池風磨（C）のソロ曲が収録されている。
初回限定盤3種、通常盤、Sexy Zone Shop盤の計5種類で発売。

## チャート成績
初週に17.3万枚を売り上げ、2015年12月28日付のオリコン週間シングルランキングで1位を獲得した。これにより、デビュー作から10作連続での首位となったほか、前作「Cha-Cha-Cha チャンピオン」の初週売上（10.8万枚）も上回ることとなった。

## 収録曲

### CD

#### 通常盤
1. カラフル Eyes [3:56]
作詞：久保田洋司、作曲：Andreas Ohrn・Henrik Smith・Andreas Oberg、編曲：船山基紀、コーラス編曲：岩田雅之
2. Make my day [4:03]
作詞：三浦徳子、作曲：川口進・Joakim Bjornberg・Christofer Erixon、編曲：生田真心
  - 中島健人主演 日本テレビ系スペシャルドラマ/ショウゲート配給映画『黒崎くんの言いなりになんてならない』主題歌[7]
  - 後に4thアルバム「Welcome to Sexy Zone」、1stベストアルバム「Sexy Zone 5th Anniversary Best」にも収録された[8]。
3. ロマンティックに勝利をつかめ [4:57]
作詞：久保田洋司、作曲：馬飼野康二、編曲：鈴木Daichi秀行
  - フジテレビ系『春の高校バレー2016』大会イメージソング
4. 恋するエブリデイ [4:35]
作詞：岩里祐穂、作曲：Andreas Stone Johansson・岡嶋かな多・Yuki Ohnishi、編曲：生田真心
5. カラフル Eyes（Inst.）
6. Make my day（Inst.）
7. ロマンティックに勝利をつかめ（Inst.）
8. 恋するエブリデイ（Inst.）

#### 初回限定盤A
1. カラフル Eyes
2. Make my day
3. Everyday love you [3:37] - 佐藤勝利
作詞：佐藤勝利、作曲：Takuya Harada・Joakim Bjornberg・Christofer Erixon、編曲：鈴木Daichi秀行

#### 初回限定盤B
1. カラフル Eyes
2. Make my day
3. Forever L [3:48] - 中島健人
作詞：中島健人、作曲：MiNE・Atsushi Shimada、編曲：GRP

#### 初回限定盤C
1. カラフル Eyes
2. Make my day
3. Hello [4:15] - 菊池風磨
作詞：菊池風磨、作曲：E.ONE・Jung Chang Wook、編曲：吉岡たく

#### Sexy Zone Shop盤
1. カラフル Eyes
2. Make my day
3. メンバー別スペシャルボイス5種
  1. 佐藤勝利
  2. 中島健人
  3. 菊池風磨
  4. マリウス葉
  5. 松島聡

### DVD

#### 初回限定盤A
1. 「カラフル Eyes」Music Clip
2. Making of「カラフル Eyes」Music Clip

#### 初回限定盤B
1. 10th Single「カラフル Eyes」リリース記念イベント@TOKYO DOME CITY HALL ダイジェスト
2. Making of「カラフル Eyes」Jacket Shooting

#### 初回限定盤C
1. 俺たちの湯けむりSexyバスツアー（草津温泉編）

#### Sexy Zone Shop盤
1. 「カラフル Eyes」Image Clipメンバーソロver.
  1. 佐藤勝利
  2. 中島健人
  3. 菊池風磨
  4. マリウス葉
  5. 松島聡

## 特典

### 全種類共通
※通常盤は初回プレス仕様のみ
- ファンミーティング応募券

### 通常盤
※初回プレス仕様のみ
- オリジナル・トレーディングカード［ソロ5種のうち1種］

### Sexy Zone Shop盤
- ダブルジャケット仕様
- LPサイズジャケット仕様（31.5cm×31.5cm）
- LPサイズ+スペシャルフォトブック（8P）